# Henri von Schumacher
Henri von Schumacher (* 1931) ist ein Schweizer Pädagoge, Psychologe und Schriftsteller.

## Leben
Er war der Sohn von Heinrich Walter von Schumacher. Er war Sekundarlehrer, arbeitete als Direktionsassistent beim Bau einer Pipeline in der Sahara und hatte ein Fotogeschäft in Algerien. In der Schweiz war er Redakteur des Jugenddienst-Werkblattes Pädagogik und Methode und Lehrer für Autogenes Training. Lange beschäftigte er sich mit Parapsychologie. Er machte Forschungsreisen durch Indien, um sogenannte paranormale Geschehnisse zu klären. Ausserdem hielt er Vorträge über Afrika. Schumacher war Generalsekretär der „Internationalen Gemeinschaft für Psychologie“ in Wolfenschiessen.
Im Jahr 2010 ließ er in Turtmann das denkmalgeschützte „Millerhaus“ zu einer kulturellen Begegnungsstätte umbauen. Schumacher ist Mitglied der Sozialdemokratischen Partei der Schweiz (SP).

## Veröffentlichungen
- Geistige Kinder. Die bewusst geführte Sublimation des Sexualtriebes bei Kindern und Jugendlichen, Jugenddienst-Verlag, 1970.
- Menschwerdung oder Sündenfall!, in: Ordo Humanus, Verlag der Internationalen Gemeinschaft für Psychologie, Luzern/Beromünster, Nr. 106, 3/1975.
- Der Begriff der Angst bei Sigmund Freud, Verlag der Internationalen Gemeinschaft für Psychologie, 1976.
- Revolution in der Schule. Projekt und Unternehmung und zur Epoche, in: Ordo Humanus, Verlag der Internationalen Gemeinschaft für Psychologie, Luzern/Beromünster 1976.
- Stimmen aus anderen Dimension, Verlag der Internationalen Gemeinschaft für Psychologie, 1977.
- Gedanken im Wandel – Gedichte, Aphorismen, Zeichnungen, Verlag der Internationalen Gemeinschaft für Psychologie, Luzern 1979.
- Otto Gilli und sein Werk, anlässlich der Vernissage am 10. Februar 1979, in: Ordo Humanus, Band 7, Heft 1, Verlag der Internationalen Gemeinschaft für Psychologie, 1979, S. 105–107.